# Aditya I
Aditya (... – 907) fu re dell'India meridionale della dinastia Chola dall'871 d.C. alla morte.
Intorno all'891 sconfisse il capo dei Pallava dei quali era stato in precedenza feudatario.